# Karambol 3-bandowy
Karambol 3-bandowy (ang. three-cushion billiards) – królewska odmiana gier bilardowych z rodziny karambolu. Narodziła się w Stanach Zjednoczonych w latach 70. XIX stulecia. 
Karambol 3-bandowy (podobnie jak kilka innych gier bilardowych) uchodzi za grę dla dżentelmenów. W profesjonalnych turniejach obowiązuje nienaganny ubiór składający się z koszuli, kamizelki, muszki, spodni "na kant" i pantofli.

## Pochodzenie nazwy
Nazwa karambol wywodzi się od francuskiego słowa carambolage, który wywodzi się z kolei od słowa carambola, którego niegdyś używało się nazywając czerwoną bilę. Nazwa, zapożyczona z języka marathi używanego w Indiach - pochodzi od małego czerwonego owocu, rosnącego w Azji, który jest zbliżony rozmiarami do bili karambolowej.
Od francuskiego carambolage wywodzi się angielska nazwa dla tego sportu - carom.

## Sprzęt

### Stół

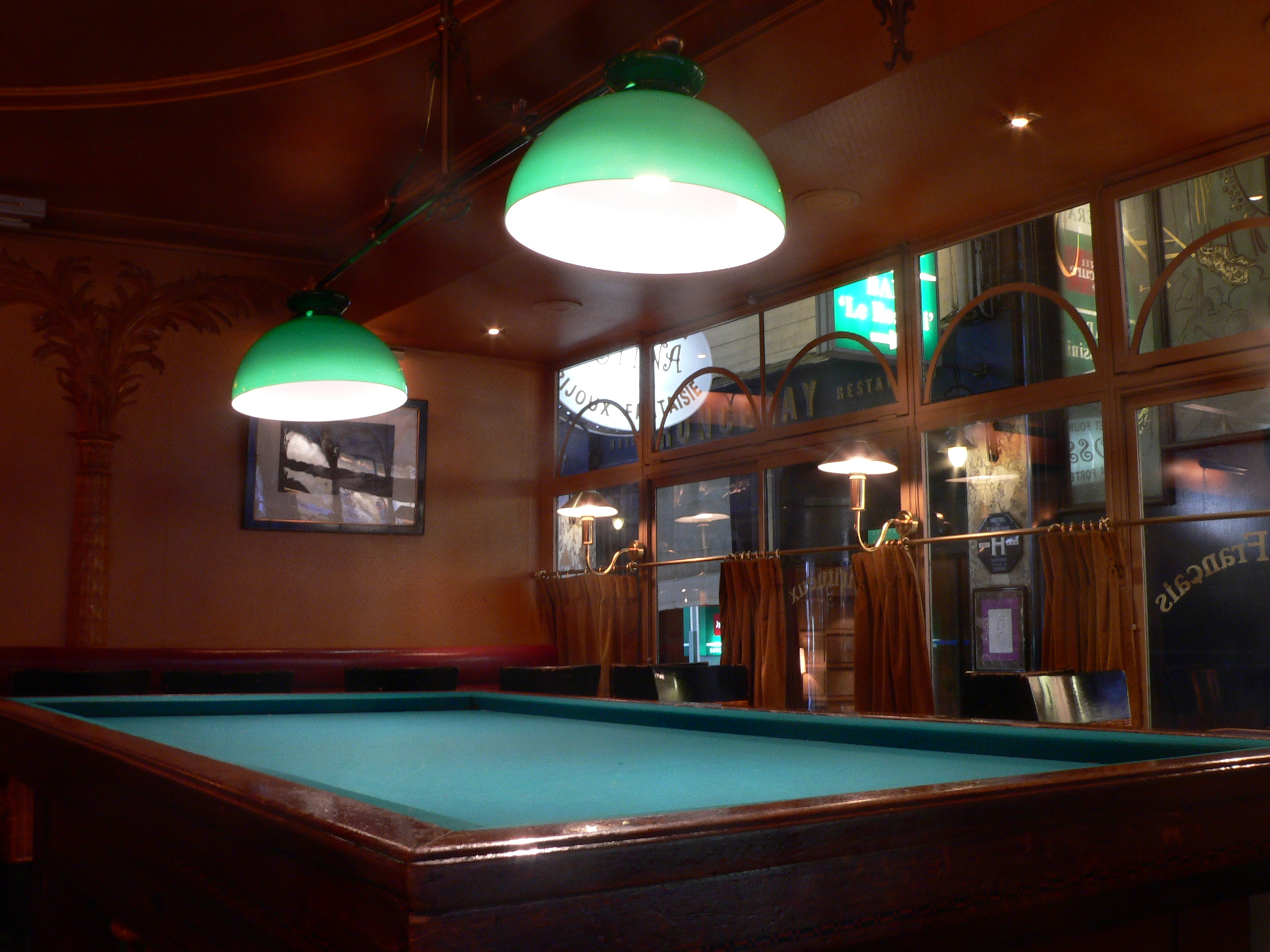
Stół karambolowy w kawiarni w Paryżu

Stół karambolowy jest o stopę dłuższy niż stół do ósemki; ma długość 10 stóp (3,04 m) i szerokość 5 stóp (1,52 m). Jedyną i główną różnicą jest to, że stół karambolowy nie ma żadnych kieszeni (łuz). Nie posiada również tzw. pola D; posiada tylko trzy znaczenia, na których stawia się bile.
Pierwsze stoły karambolowe, wyrabiane w średniowieczu, nie były jak dzisiaj pokryte suknem. Pierwsze stoły nim pokryte zaczęło się wyrabiać dopiero pod koniec XV wieku. Sukna miały wtedy różne kolory. Dopiero w XVI wieku zadecydowano, aby wszystkie stoły karambolowe były pokryte suknem w kolorze ciemnozielonym (imitującym barwę trawy); kolor taki był bardzo pożyteczny, ponieważ można było grać na nim przez długi czas bez zmęczenia oczu (jednakże we współczesnych czasach coraz bardziej popularne staje się sukno w barwie niebieskiej). Sukno jest wyrabiane ze 100% wełnianej przędzy.
Współczesne, profesjonalne stoły karambolowe posiadają także podgrzewaną elektrycznie płytę. Powoduje to, że włosie z sukna jest postawione "na sztorc" i stół staje się "szybszy"; bile mogą się po nim znacznie szybciej poruszać.

### Bile
Bile karambolowe, nazywane także czasami kulami, były wyrabiane z najrozmaitszych materiałów, takich jak stal, inne metale, kość słoniowa, glina, plastik czy drewno. Początkowo były one wyrabiane z drewna - później, gdy Francja rozpoczęła rozwijać kolonie w Afryce, bile zaczęto wyrabiać z kości słoniowej i przy tym materiale pozostano przez ponad 300 lat. Dopiero na początku XX wieku, ze względów ekologicznych, zaprzestano tej produkcji. Następnie przez kilkanaście lat używano bil z celuloidu, ale były one bardzo łatwopalne, więc znów zaprzestano ich produkcji, tym razem ze względów bezpieczeństwa.
Współcześnie używa się bil z żywicy fenolowej. Do gry używa się trzech bil - jednej czerwonej, jednej białej oraz jednej żółtej (lub białej z kropką, tzw. "bili pikowej") - o wymiarach 61,5 mm. Bile te są znacznie większe od bil snookerowych oraz tych używanych w ósemce bądź dziewiątce. Ich waga według oficjalnych przepisów powinna wynosić od 7 do 7½ uncji (około 200 gramów).

### Kije
Kije karambolowe również zmieniały się na przestrzeni wieków. Pierwsze kije były jednolite (nie były kredowane), były krótsze, z bardzo rozszerzoną i zagiętą końcówką, która ułatwiała takie zagrania jak np. massé. Jednak po latach, w końcu XVIII wieku zaczęto grać prostymi i dłuższymi kijami, z kredowaną końcówką. Kije te, stosowane do dziś we wszystkich odmianach bilardu, ułatwiały bardzo wiele zagrań, ale znacznie też utrudniły takie popisowe zagrania, jak np. "podkręcanie" bili itd.

## Zasady gry

### Przed grą
Na stole umieszczone są trzy bile: biała, żółta oraz czerwona. Każdy gracz otrzymuje bilę do rozgrywki wstępnej (jeden - białą; drugi - żółtą; bila czerwona zawsze jest neutralna).
Następnie odbywa się walka o rozbicie, zwana również losowaniem á la bande. Obaj gracze podchodzą do stołu, i uderzają swoje bile tak, aby znalazły się jak najbliżej bandy dolnej. Obie bile nie mogą się zderzyć ani dotknąć bili czerwonej. Wygrywa ten gracz, którego bila znalazła się najbliżej. Zwycięzca wybiera bilę, w którą będzie zagrywał przez cały mecz (jeśli wybierze białą, to przeciwnikowi przypadnie żółta), i rozpoczyna mecz rozbijając bile w celu zdobycia punktu.

### Rozgrywka
Celem gry jest zdobycie jak największej liczby zderzeń (carambole). Zderzenie następuje wtedy, kiedy bila danego gracza (zagrywana) dotknie pozostałych dwóch bil, ale zanim zderzy się z drugą bilą to po drodze odbije się minimum trzykrotnie od band(y). Uderzenie w narożnik liczone jest jako zaliczenie dwóch band (dwa odbicia). Zawodnicy potrafią nadać bili zagrywanej taką rotację, że ona kilkakrotnie odbije się od tej samej bandy bez pośredniego zaliczenia innej bandy lub bili. Jest to zagranie bardzo skuteczne, ponieważ każde tego typu rotacyjne odbicie jest liczone. Nie jest brana pod uwagę kolejność zaliczania bil - to gracz zagrywający decyduje czy najpierw zagra w bilę przeciwnika czy bilę neutralną (czerwoną).
Możliwe zagrania:
- bila zagrywana uderza w pierwszą z bil, następnie uderza trzykrotnie o bandę i uderza w drugą bilę;
- bila zagrywana najpierw uderza raz w bandę, po czym w pierwszą z bil, następnie odbija się dwa lub więcej razy od bandy zanim uderzy w bilę drugą;
- bila zagrywana dwukrotnie odbija się od bandy, po czym zalicza pierwszą z bil, następnie odbija się raz lub większą ilość razy od bandy zanim uderzy w drugą bilę:
- bila zagrywana najpierw uderza w trzy lub większą ilość band, po czym uderza w pozostałe bile;

Za każde zderzenie gracz dostaje 1 punkt. Nie ma punktów ujemnych - punkty raz już zdobyte nie mogą być odjęte. Gracz, który zdobędzie punkt kontynuuje swoje podejście aż do popełnienia błędu (wtedy do stołu podchodzi jego rywal, który zagrywa w układ zastany po poprzedniku).

### Rodzaje meczów
- na sety - przeważnie do wygrania dwóch lub trzech setów do 15 punktów;
- do określonej liczby punktów - przeważnie do zdobycia przez jednego z graczy 50 punktów (choć także są rozgrywane pojedynki do 30 lub 40 punktów);

### Błędy
Błąd i odejście od stołu następuje wtedy, kiedy:
- podczas zagrania nie doszło do zderzenia;
- bila wypadła poza stół (w takiej sytuacji umieszcza się ją na początkowej pozycji dla niej przeznaczonej);
- zawodnik poruszył lub dotknął jakąś bilę czymś innym niż swój kij;
- zawodnik uderza w swoją bilę gdy ta jest ciągle w ruchu (takie zagranie nazywa się "popchnięciem");
- gracz robi jakiekolwiek znaki na bandzie w celu ułatwienia sobie zagrania;
- podczas wykonywania zagrania gracz siedzi na stole bądź jest w innej pozycji, w której nie dotyka podłogi ani jedną nogą (musi dotykać jej przynajmniej jedną stopą).
- zawodnik przekroczył limit czasu przeznaczony na zagranie (przeważnie 40-50 sekund);

## Trudność gry
Najlepsi gracze na świecie osiągają średnio 1,5 - 2 punkty przy jednym podejściu do stołu. Kandydaci na profesjonalistów muszą legitymować się średnią w granicach 1 punktu na podejście. Średnia od 0,5 do 1 punktu przypisywana jest zaawansowanym amatorom.

## Historia
Karambol 3-bandowy narodził się około 1870 roku w amerykańskim mieście Saint Louis. Pierwszy oficjalny turniej został rozegrany także w Saint Louis w 1878 roku. Do 1907 roku sporadycznie organizowano turnieje, głównie ze względu na olbrzymią trudność gry. W 1907 roku Amerykanie ufundowali tzw. Lambert Trophy dla najlepszego karambolisty 3-bandowego. Nagroda ta wpłynęła na gwałtowny wzrost zainteresowania grą w Stanach Zjednoczonych i innych krajach (głównie w Europie i Ameryce Łacińskiej).
W 1928 roku zorganizowano I Mistrzostwa Świata.

## Karambol 3-bandowy współcześnie
Obecnie Karambol 3-bandowy jest najpopularniejszą odmianą z wszelkich gier karambolowych. Gra ta jest masowo uprawiana w: wielu krajach Europy (Belgia, Francja, Hiszpania, Holandia, Niemcy, Portugalia, Szwajcaria, Szwecja, Turcja, Włochy); Azji (z Japonią i Koreą Południową na czele); prawie wszystkich krajach Ameryki Łacińskiej; Stany Zjednoczone, Kanadzie i Afryce Północnej. Światowym organem zarządzającym  jest Union Mondiale de Billard (UMB), w skład którego wchodzą trzy wielkie konfederacje kontynentalne (europejska, azjatycka i panamerykańska).

## Najważniejsze turnieje
- Mistrzostwa Świata - rozgrywane od 1928 roku;
- Mistrzostwa Konfederacji - np. Mistrzostwa Europy rozgrywane są od 1932 roku;
- Agipi Billiard Masters - rozgrywany we Francji od 2008 roku;
- Sang Lee International Open - rozgrywany w USA od 2005 roku;
- Puchar Świata - kilka corocznych turniejów rozgrywanych w różnych miejscach świata;

## Karambolowe rekordy
- 31 - tyle wynosi rekord świata przy jednym podejściu zawodnika do stołu (Semih Sayginer i Hugo Patino);
- 9 - rekord świata w liczbie podejść zawodnika do stołu w meczu do 50 punktów (Torbjörn Blomdahl);